# Iulie 2017
Acest articol este generat integral pe baza informațiilor din articolul 2017 și este actualizat periodic de un robot.
 Editările făcute în articol vor fi șterse la următoarea actualizare! Dacă doriți să faceți modificări, editați articolul-sursă.

ianuarie -
februarie -
martie -
aprilie -
mai -
iunie -
iulie -
august -
septembrie -
octombrie -
noiembrie -
decembrie
Iulie 2017 a fost a șaptea lună a anului și a început într-o zi de sâmbătă.

## Evenimente
- 1 iulie: Estonia a preluat președinția semestrială a Consiliului Uniunii Europene de la Malta.[1]
- 1-23 iulie: Startul celei de-a 104-a ediții a Turului Franței.  Pentru a patra oară în istoria Turului, startul începe în Germania.
- 6 iulie: Proteste violente la Hamburg, Germania, înaintea summitului G20. Forțele de ordine au intervenit cu tunuri de apă și mai mulți protestatari au fost reținuți.
- 12 iulie: Un aisberg gigant care acoperă aproximativ 6.000 km2 se îndepărtează de platforma de gheață Larsen C din Antarctica.
- 14 iulie: La invitația președintelui francez Emmanuel Macron, președintele american Donald Trump a participat la Paris la parada care a marcat 228 de ani de la „Căderea Bastiliei“. Ultima dată când un președinte al SUA a participat la o paradă în Franța s-a întâmplat în 1989, cu ocazia bicentenarului Revoluției Franceze.
- 16 iulie: Capitala chiliană Santiago este acoperită de un strat de 30 cm grosime de zăpadă, prima ninsoare din ultimii zece ani. Temperatura aerului a coborât aproape de limita de îngheț și sute de mii de gospodării au rămas fără energie electrică.
- 17 iulie: Membrii Colegiului Electoral din India au votat pentru alegerea noului președinte al republicii. Ei au avut de ales între Ram Nath Kovind, candidat al Alianței Naționale Democrate, și Meira Kumar din Alianța Progresistă. Cu un scor de 65,5% a fost ales al 14-lea președinte al Indiei pentru o perioadă de 5 ani, avocatul Ram Nath Kovind (71 ani). El îl va succede pe Pranab Mukherjee.
- 20 iulie: Camera inferioară a Poloniei a votat, cu 235 de voturi pentru, 192 contra și 23 de abțineri, reforma judiciară care va permite un control mai mare asupra justiției membrilor Parlamentului polonez și partidelor guvernamentale. Comisia Europeană  vede separarea puterilor pusă în pericol.[2]
- 21-30 iulie: A 8-a ediție a Jocurilor Francofoniei se vor disputa la Abidjan, Coasta de Fildeș. România este reprezentată de 57 sportivi, la 6 discipline sportive.
- 24 iulie: Președintele polonez Andrzej Duda a anunțat că-și va exercita dreptul de veto asupra proiectelor de lege privind reforma Curții Supreme și a Consiliului Național al Magistraturii.[3]
- 25 iulie: Potrivit unui studiu publicat de revista "Nature Geoscience", subsolul Lunii ar fi bogat în apă.[4]
- 29 iulie: Comisia Europeană a lansat o procedură de infringement împotriva Varșoviei după publicarea unei noi legi care, în opinia Bruxellesului, subminează independența tribunalelor de drept comun din Polonia.
- 31 iulie: Autoritățile orașului Los Angeles au ajuns la un acord cu reprezentanții Comitetului Internațional Olimic pentru găzduirea Jocurilor Olimpice de Vară din 2028, lăsând în cursa pentru organizarea Olimpiadei din 2024 doar capitala Franței, Paris.

## Decese
- 2 iulie: Ryke Geerd Hamer, 82 ani, medic german (n. 1935)
- 4 iulie: Masatoshi Yoshino, 89 ani, geograf și climatolog japonez (n. 1928)
- 6 iulie: Frederick Tuckman, 95 ani, om politic britanic, membru al Parlamentului European (n. 1922)
- 8 iulie: Traian Dorgoșan, 81 ani, poet român (n. 1935)
- 8 iulie: Elsa Martinelli, 82 ani,  actriță și fotomodel italian (n. 1935)
- 9 iulie: Paquita Rico, 87 ani,  cântăreață de Copla-andaluza și actriță spaniolă (n. 1929)
- 9 iulie: Jack Shaheen, 81 ani, scriitor și conferențiar american (n. 1935)
- 10 iulie: Augustin Buzura, 78 ani, scriitor român (n. 1938)
- 11 iulie: Liviu Giurgian, 54 ani, atlet român (n. 1962)
- 13 iulie: Charles Bachman, 92 ani, informatician american, cunoscut pentru contribuțiile aduse în domeniul bazelor de date (n. 1924)
- 13 iulie: Gheorghe Farkas, 82 ani, inginer informatician român (n. 1935)
- 13 iulie: Norman Johnson, 86 ani,  matematician la Wheaton College, Norton, Massachusetts (n. 1930)
- 13 iulie: Liu Xiaobo, 61 ani, activist chinez pentru democrație și drepturile omului, laureat al Premiului Nobel (2010), (n. 1955)
- 14 iulie: Julia Hartwig, 95 ani, poetă, eseistă și traducătoare poloneză (n. 1921)
- 14 iulie: Victor Sahini, 89 ani, chimist român (n. 1927)
- 15 iulie: Martin Landau, 89 ani, actor american de etnie evreiască (n. 1928)
- 15 iulie: Maryam Mirzakhani, 40 ani, matematiciană iraniană (n. 1977)
- 16 iulie: George Andrew Romero, 77 ani, regizor de film, american (n. 1940)
- 20 iulie: Chester Bennington (n. Chester Charles Bennington), 41 ani, muzician (Linkin Park), cantautor și actor american (n. 1976)
- 21 iulie: John Heard, 71 ani, actor american de film și televiziune (n. 1946)
- 21 iulie: Jon J. van Rood, 91 ani, imunolog neerlandez (n. 1926)
- 22 iulie: Lajos Kántor, 79 ani, filolog, istoric și critic literar maghiar (n. 1937)
- 22 iulie: Dumitru Lupu, 65 ani, compozitor român (n. 1952)
- 23 iulie: Waldir Peres (n. Waldir Peres de Arruda), 66 ani, fotbalist brazilian (portar), (n. 1951)
- 24 iulie: Horia Colan, 91 ani, inginer român (n. 1926)
- 24 iulie: Niculae Nedeff (Nicolae Nedef), 88 ani, handbalist și antrenor român (n. 1928)
- 26 iulie: Paul Angerer, 90 ani, compozitor și dirijor austriac (n. 1927)
- 26 iulie: Alexander Rodewald, 74 ani, biolog, conferențiar, genetician, conducător de doctoranzi și paleo-genetician german, originar din România (n. 1943)
- 28 iulie: Emilia Bubulac, 68 ani,  interpretă română de muzică populară oltenească (n. 1948)
- 28 iulie: Liudmila Cernîh, 82 ani, astronomă rusă (n. 1935)
- 28 iulie: Stein Mehren, 82 ani, poet și pictor norvegian (n. 1935)
- 30 iulie: Marina Scupra, 49 ani, cântăreață română (n. 1967)
- 31 iulie: Jeanne Moreau, 89 ani, actriță franceză de film (n. 1928)